# Vittorio Lucchetti
Vittorio Lucchetti (Livorno, Italia, 21 de diciembre de 1894-Génova, Italia, 3 de febrero de 1965) fue un gimnasta artístico italiano, dos veces campeón olímpico en Amberes 1920 y París 1924.

## Carrera deportiva
En las Olimpiadas celebradas en Amberes (Bélgica) en 1920 consigue el oro en el concurso por equipos "sistema europeo", por delante de los belgas y franceses, y siendo sus compañeros de equipo los gimnastas: Arnaldo Andreoli, Ettore Bellotto, Pietro Bianchi, Fernando Bonatti, Luigi Contessi, Carlo Costigliolo, Luigi Costigliolo, Giuseppe Domenichelli, Roberto Ferrari, Carlo Fregosi, Romualdo Ghiglione, Ambrogio Levati, Francesco Loi, Luigi Cambiaso, Luigi Maiocco, Ferdinando Mandrini, Lorenzo Mangiante, Antonio Marovelli, Michele Mastromarino, Giuseppe Paris, Manlio Pastorini, Ezio Roselli, Paolo Salvi, Giovanni Tubino, Giorgio Zampori y Angelo Zorzi.
Y en los JJ. OO. de París 1924 gana el oro en el concurso por equipos, por delante de los franceses y suizos, siendo sus compañeros en esta ocasión: Mario Lertora, Luigi Cambiaso, Luigi Maiocco, Ferdinando Mandrini, Francesco Martino, Giuseppe Paris y Giorgio Zampori.